# Arto Härkönen
Arto Kalevi Härkönen, född 31 januari 1959 i Helsingfors,  är en finsk före detta spjutkastare.
Vid OS 1984 i Los Angeles deltog inte idrottare från Sovjetunionen och Östtyskland samt övriga Warszawapaktmedlemmar, så när som på Rumänien,  på grund av OS-bojkotten. Östtyska kastare hade tagit guld både under EM 1982 med Uwe Hohn och under VM 1983 med Detlef Michel. På grund av bojkotten låg vägen öppen för Arto Härkönen, som vann med ett kast på 86,76 före britten David Ottley och svenske Kenth Eldebrink.